# Hylopetes bartelsi
Hylopetes bartelsi — вид гризунів родини вивіркових (Sciuridae). Вид є ендеміком Індонезії, де зустрічається лише на заході острова Ява у районі гори Пангранго. Білка мешкає у тропічних дощових лісах.